# Behenjy
Behenjy ist eine madagassische Gemeinde im Distrikt Ambatolampy, Region Vàkinankàratra, Provinz Antananarivo. Ihre Bevölkerung wurde im Jahre 2001 auf 18.000 geschätzt.

## Geografie
Der Ort liegt bei der Route Nationale 7 zwischen Antsirabe und der Hauptstadt Antananarivo.
Er hat einen Bahnhof an der Eisenbahnstrecke Antananarivo - Antsirabé.
Die nächste größere Stadt ist Antsirabe.

## Wirtschaft
Die Wirtschaft des Ortes ist landwirtschaftlich geprägt: Anbau von Mais, Reis, Maniok, Gemüse, Imkerei und Pferdezucht.
In Beheny findet man jedoch auch kunsthandwerkliche Erzeugnisse.